# Sertorio Orsato
Sertorio Orsato (Padova, 1º settembre 1617 – Venezia, 3 luglio 1678) è stato uno storico ed erudito italiano.
Nobile padovano, professore di fisica all'Università di Padova, fu famoso esperto di epigrafia latina. Fu accademico dei «Ricovrati» con il nome di Disingannato. Fu amico e corrispondente di molti filologi e studiosi italiani ed europei, come Carlo Roberto Dati, Antonio Magliabechi e Charles Patin.

## Biografia
Figlio di Orsato Orsati e di Elisabetta Buzzaccarini e cugino del poeta Carlo de' Dottori, Sertorio ereditò nel 1617 una ricca sostanza da uno zio paterno, dalla cui vedova venne allevato. Si laureò in filosofia a 17 anni, nel 1635 e nel 1638 sposò Irene Mantova Benavides, pronipote del celebre giureconsulto e collezionista Marco (1489-1582) e sorella di Andrea, autore di un Inventario della Collezione Mantova Benavides, ricca di oggetti antichi e reperti archeologici, di cui Orsatto fu un assiduo frequentatore. Rimasto vedovo di Irene, sposò Francesca Sforza, ricca gentildonna, dalla quale non ebbe figli. Morì il 3 luglio del 1687, all'età di sessantun'anni. Orsato ha contribuito al progresso della scienza epigrafica soprattutto con due importanti lavori: Li marmi eruditi (Padova, 1669), dedicato allo studio dei monumenti da un punto di vista filologico e il De notis Romanorum (Padova, 1672), un manuale per la lettura delle iscrizioni dedicato alla spiegazione degli acronimi e delle abbreviazioni epigrafiche.

## Opere
- (LA) Sertorio Orsato, Monumenta Patavina Sertorii Ursati studio collecta, digesta, explicata suisque iconibus expressa, Padova, apud Paulum Frambottum Bibliopolam, 1652.
- Sertorio Orsato, Li marmi eruditi ovvero lettere sopra alcune antiche inscrizioni, Padova, Pietro Maria Frambotto, 1669.
- Sertorio Orsato, Li marmi eruditi ovvero lettere sopra alcune antiche inscrizioni, a cura di Giovanni Antonio Orsato, 2ª ed., Padova, Giuseppe Comino, 1719.
- (LA) Sertorio Orsato, De notis Romanorum commentarius, Padova, typis Petri Mariae Frambotti, 1672. L'opera contiene lo studio delle abbreviazioni latine, l'elenco, con relativo scioglimento, dei «trunca verba» e dei «verba contracta» presenti nei «lapides» e, in genere, «in fastis, senatus consultis, plebiscitis, constitutionibus ac rescriptis».[5] Fu inserita da Johann Georg Graeve nell'XI volume del Thesaurus antiquitatum Romanarum, pp. 507 ss.[6] Humphrey Prideaux ne inserì un compendio alla fine dei Marmora Oxoniensia.[7] L'Orsato ne pubblicò un riassunto: Notarum frequentius in lapidibus occurentium Breviarium et mantissa (Graevius XI, 1013 ss.).[8]

Una Apologia delle opere di Sertorio Orsato contro le accuse mossegli da Scipione Maffei fu pubblicata da Giandomenico Polcastro nel 1752.